# Національна українська федерація автомодельного спорту
Національна українська федерація автомодельного спорту (англ. Ukrainian Federation of Automodel Sport, UFAS) — всеукраїнське громадське об'єднання, покликане сприяти розвитку автомодельного спорту в Україні. Визнана міжнародними федераціями (IFMAR, EFRA, ISRA), що дає право українським спортсменам виступати на європейських та міжнародних змаганнях.

## Мета та цілі
Головна мета - забезпечення та сприяння розвитку і популяризації автомодельного спорту в Україні. Цілі: забезпечення гідного представництва України на міжнародній автомодельній арені; організація та проведення автомодельних змагань в Україні; розробка та актуалізація технічних вимог та правил.

## Історія
Федерація автомодельного спорту України почала свій шлях у 1958 році і була створена ентузіастами автомоделізму. Офіційно зареєстрована у 2010 році, як «Українська федерація автомодельного спорту» та отримала статус Національної.

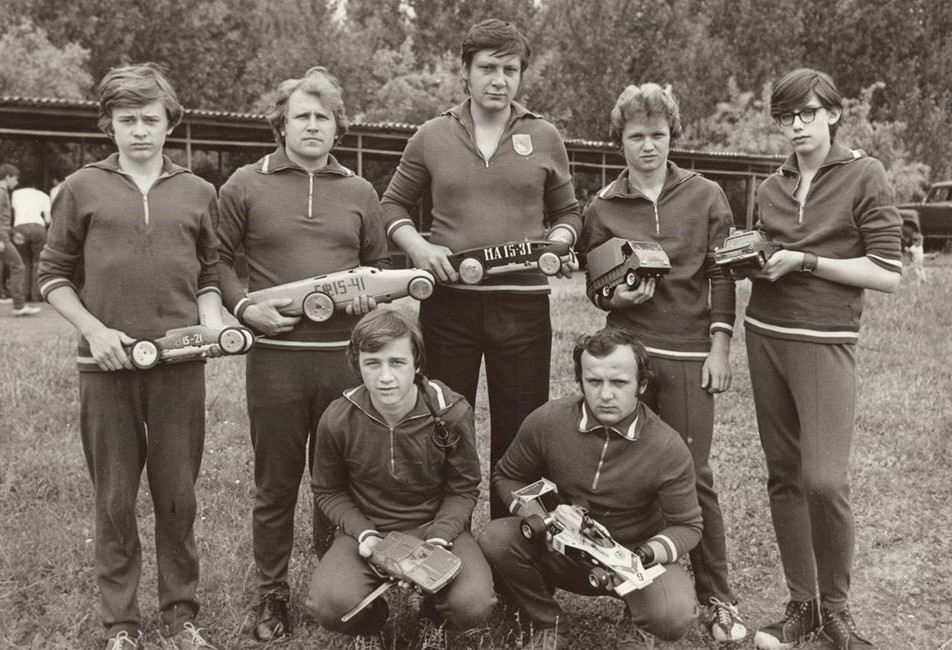
Змагання з автомодельного спорту, Україна, Ужгород, 1979 рік

Автомодельний спорт в Україні являється неолімпійським технічним видом спорту і підпорядковується Товариству сприяння обороні України (раніше - ДТСААФ) та Міністерству молоді та спорту України.
Загалом, автомоделізм, як спорт в Україні розвивається з 1950-х років. В 1957 році було проведено 1-й Чемпіонат СРСР з автомодельного спорту, на якому перемогла команда України.
За деякими даними в 1968 році автомодельним спортом в Україні займалося близько 100 тис. чоловік.
У 1993 році на Чемпіонаті Європи (м. Варна, Болгарія) вперше в історії незалежної України дебютувала збірна України з автомодельного спорту (кордові автомоделі), а у 1995 році на Чемпіонаті світу.
У 2022 році на Чемпіонаті світу (м. Губбіо, Італія) в історії незалежної України дебютувала збірна України з автомодельного спорту (радіокеровані автомоделі), а у 2023 році на Чемпіонаті Європи (м. Утрехт, Нідерланди).
Щорічно спортсмени автомоделісти з України по різним дисциплінам та класам моделей беруть участь у Чемпіонатах Європи та світу.
Загалом, в Україні автомоделізм достатньо популярний. Щорічно в різних містах України (Київ, Львів, Одеса, Миколаїв, Черкаси, Стрий та інші) проводяться Чемпіонати України, Кубки України, інші змагання обласного та клубного рівня.

## Керівництво та структура
| ПІБ                       | Посада/роль | Дисципліни |
| Качур Віктор Валентинович | Президент   | Всі        |

## Дисципліни та класи

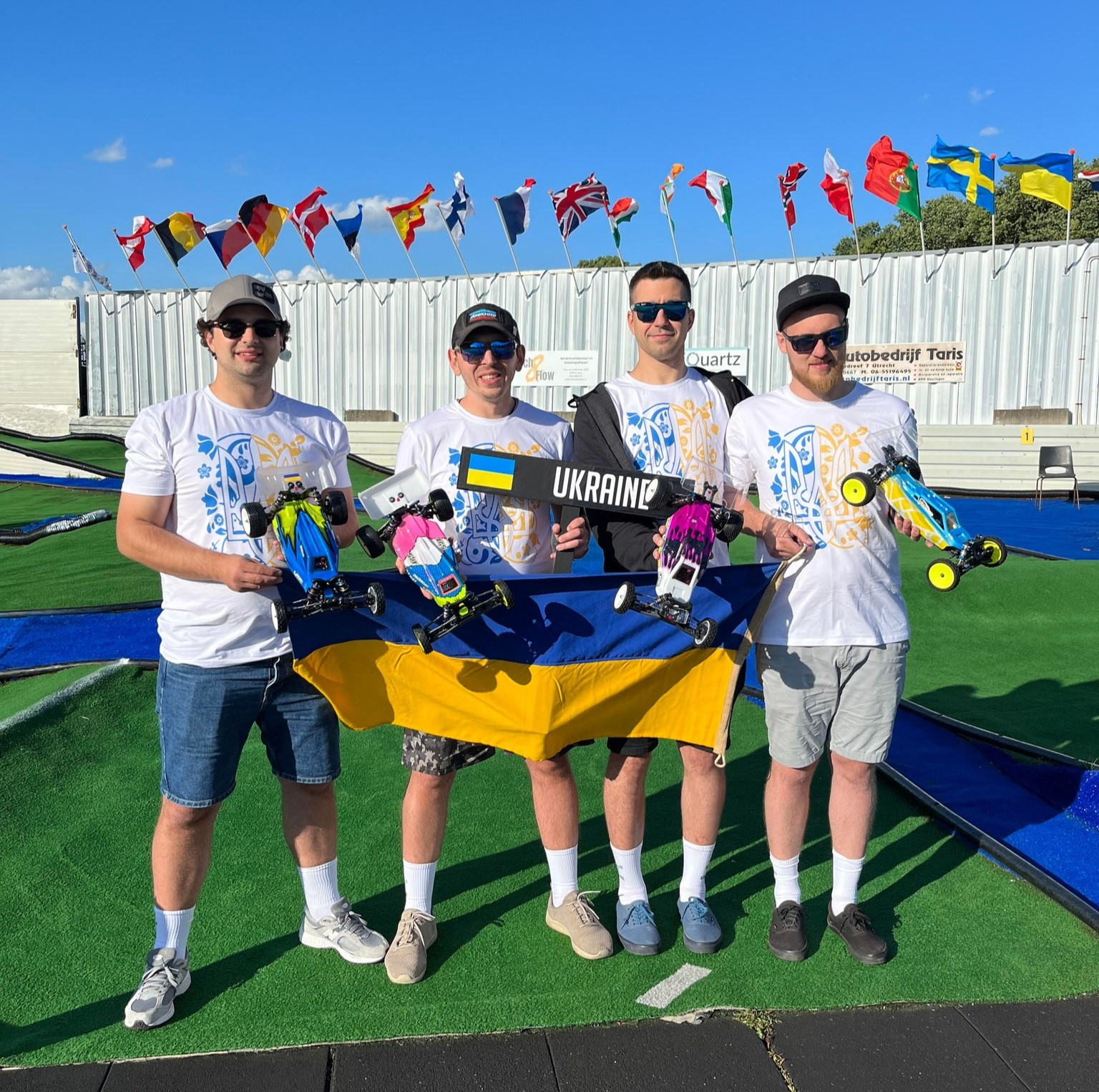
Чемпіонат Європи 2023, радіокеровані моделі, Нідерланди

### Радіокеровані автомоделі
Радіокерована автомодель (RC-модель, англ. Radio-Controlled Cars) - модель автомобіля, яка керується оператором дистанційно за допомогою апаратури дистанційного керування.
Автомодельні змагання по радіокерованим автомоделям проходять згідно визначених класів на спеціально підготовлених трасах (треках) у вигляді колективних перегонів, де визначається індивідуальний переможець та командний залік (якщо передбачено). Переможцем в класі стає той, хто випередив всіх суперників (проїхавши більше всіх кіл за найменший час).

##### Рейтинг Чемпіонів України з автомодельного спорту
Даний рейтинг спортсменів ведеться з інформаційною метою на основі даних Національної української федерації автомодельного спорту. Для визначення рейтингу беруться перемоги спортсмена за весь час його виступів лише в класах рівня PRO. У разі однакової кількості перемог, вище рейтинг у того хто здобув титул раніше.
|    | Спортсмен          | Перший титул | Всього титулів | Титули (шосе) | Титули (позашл.) |
| 1  | Бражко Євген       | 1997         | 39             | 22            | 17               |
| 2  | Чуб Дмитро         | 2002         | 32             | 12            | 20               |
| 3  | Косневич Володимир | 1986         | 25             | 23            | 2                |
| 4  | Бойко Володимир    | 1998         | 21             | 7             | 14               |
| 5  | Монахов Андрій     | 2016         | 18             | 0             | 18               |
| 6  | Литвиненко Віктор  | 2014         | 16             | 12            | 4                |
| 7  | Путря Дмитро       | 2006         | 15             | 15            | 0                |
| 8  | Косневич Андрій    | 1996         | 13             | 11            | 2                |
| 9  | Береш Мар'ян       | 2018         | 13             | 0             | 13               |
| 10 | Буга Антон         | 2002         | 11             | 7             | 4                |

Повний рейтинг Чемпіонів України наведено в наступній таблиці:
https://docs.google.com/spreadsheets/d/19ZKHFvau2MoaNQV_nQURdD_cWo6iLqAHiDyolgK6Q0M/edit?usp=sharing

### Кордові автомоделі
Кордова автомодель (англ. Tether car) – спеціальна швидкісна модель автомобіля з двигуном, яка рухається по колу на кільцевому треку, та утримується сталевою ниткою (кордом). Моделі запускають з метою досягнення максимальної швидкості, сьогоднішні рекорди сягають понад 340 км/год. Кордові автомоделі є одним найстарішим видом автомоделізму.

### Трасові автомоделі
Трасова автомодель (англ. Slot Car) – модель автомобіля з електричним двигуном зазвичай виконана в масштабі 1:32, 1:24 призначена для змагань на спеціальних трасах. Модель не має поворотних коліс а рухається по своїй доріжці завдяки канавці (слоту) на поверхні треку. Пілот керує швидкістю моделі і гальмами за допомогою спеціального пульта.